# Castigo corporal escolar en los Estados Unidos

Legalidad del castigo corporal en las escuelas públicas de Estados Unidos a septiembre de 2023
Castigo corporal ilegal en escuelas públicas
Castigo corporal legal en escuelas públicas bajo ley estatal, pero prohibido en todos los distritos escolares
Castigo corporal legal en escuelas públicas pero no usado
Castigo corporal prohibido en escuelas públicas solo para estudiantes con discapacidades
Castigo corporal legal en las escuelas públicas

El castigo corporal escolar todavía existe actualmente en algunas escuelas de los Estados Unidos. El castigo corporal, también conocido como castigo físico o disciplina física, se define como el uso de la violencia física para causar un dolor o un malestar corporal deliberado, como respuesta a algún comportamiento no deseado por parte del alumno.

## Aplicación del castigo
En las escuelas de los Estados Unidos, el castigo corporal toma la forma de un maestro, profesor o director de escuela, golpeando las nalgas de un estudiante con una paleta de madera, llevando a cabo una práctica popularmente conocida como spanking.

## Legalidad de dicha práctica
La práctica fue considerada constitucional por la Corte Suprema de los Estados Unidos, en el caso "Ingraham contra Wright" de 1977, ya que el tribunal sostuvo que la cláusula relativa a los castigos crueles e inhumanos, presente en la octava enmienda, no se aplicaba al castigo corporal disciplinario en las escuelas públicas, sino que se limitaba al tratamiento de los presos que han sido previamente condenados por un crimen.
Desde entonces, varios estados de los Estados Unidos han prohibido el castigo corporal en las escuelas públicas. El último estado en prohibirlo fue el estado de Colorado, en 2023, y la última prohibición estatal de facto, fue en Kentucky, el 3 de noviembre 
de 2023, cuando el último distrito escolar que todavía usaba el castigo físico en aquel estado prohibió dicha práctica.
A partir de 2023, el castigo corporal sigue siendo legal en las escuelas privadas de todos los estados de los EUA, excepto en los estados de Illinois, Nueva Jersey, Iowa, Maryland y Nueva York. El castigo físico como forma de disciplina escolar, es legal en las escuelas públicas en 17 estados, está permitido en 15 de ellos y es practicado en 12. El castigo corporal en la escuela es ilegal en Canadá, Europa, Australia y Nueva Zelanda, lo que convierte a los Estados Unidos de América en el único país del mundo occidental donde todavía se permite el castigo corporal en la escuela; en la actualidad, la práctica está prohibida en 128 países del mundo.